# نیزارنشین ریش‌گوگردی
نیزارنشین ریش‌گوگردی یا دم‌خاری گلوگوگردی (نام علمی: Limnoctites sulphuriferus) گونه‌ای از پرندگان در زیرتیرهٔ Furnariinae از تیرهٔ تنورمرغان (Furnariidae) است. در آرژانتین، برزیل و اروگوئه یافت می‌شود.